# 莫伯治
莫伯治（1915年3月2日—2003年9月30日），男，广东东莞麻涌人，建筑设计师，中国工程院院士。曾任中国建筑学会理事会理事、华南理工大学建筑设计研究院总建筑师、广州市规划协会名誉会长。

## 生平
莫伯治1915年3月2日生于广东东莞。中学时就读于广州南海中学。1936年毕业于广州中山大学工学院土木建筑系，获学士学位。大学毕业后曾留校担任助教，后担任滇缅铁路和四川公路局工程师。1952年起，历任广州市城市规划局工程师、总工程师、总建筑师、技术总顾问，华南理工大学教授等职位。1995年当选中国工程院土木、水利与建筑工程学部院士。2003年9月30日逝于广州，享年88岁。

## 成就

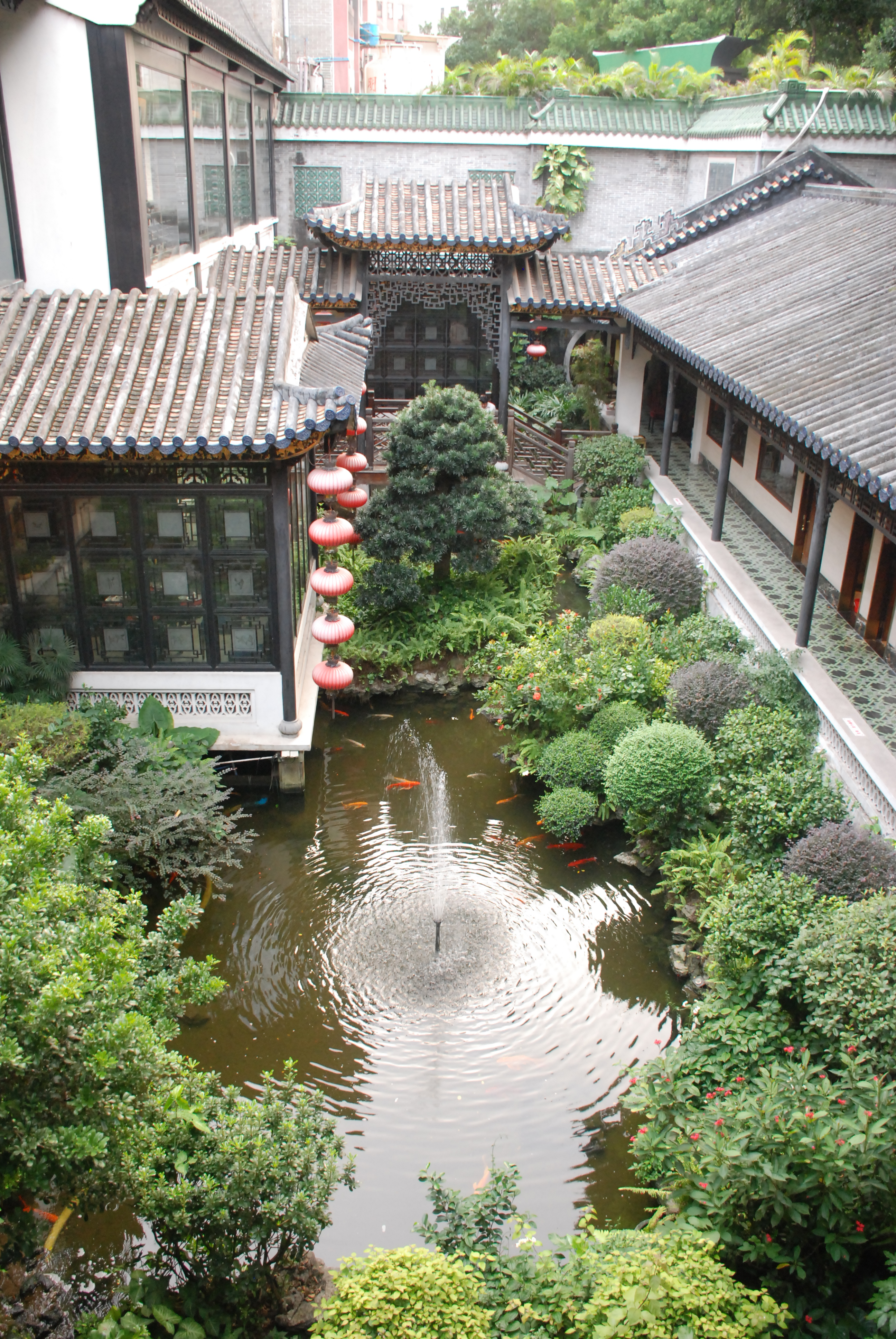
莫伯治设计的广州北园酒家

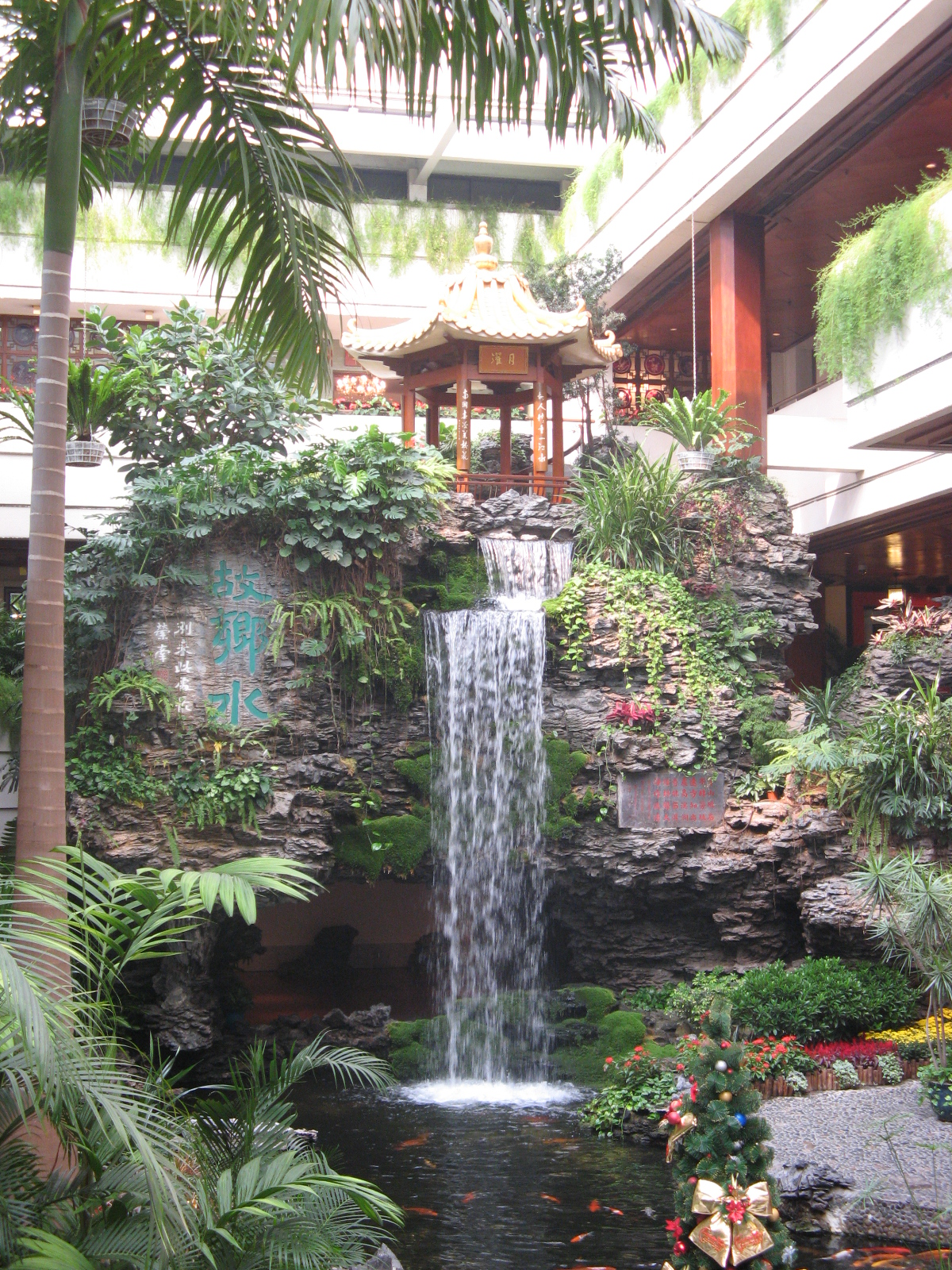
莫伯治设计的广州白天鹅宾馆

莫伯治在长期的建筑创作中，把岭南庄园融合到岭南建筑之中，推进了岭南建筑和岭南园林的同步发展，形成了独特的岭南建筑园林设计风格。莫伯治主要设计作品有广州北园酒家、广州泮溪酒家、广州南园酒家、白云山庄旅舍、双溪别墅、矿泉别墅、广州宾馆、白云宾馆、广州白天鹅宾馆、西汉南越王墓博物馆、广州岭南画派纪念馆、广州红线女艺术中心、广州艺术博物院等。莫伯治与其作品被誉为“岭南建筑之光”。